# Zacherlfabrik
La Zacherlfabrik (dal tedesco, letteralmente: fabbrica di Zacherl) è una ex fabbrica di insetticidi situata nel 19º distretto di Döbling a Vienna, in Austria.
L'edificio fu realizzato con una particolare architettura orientaleggiante unica in tutta la città di Vienna e simile ad una moschea.

## Storia

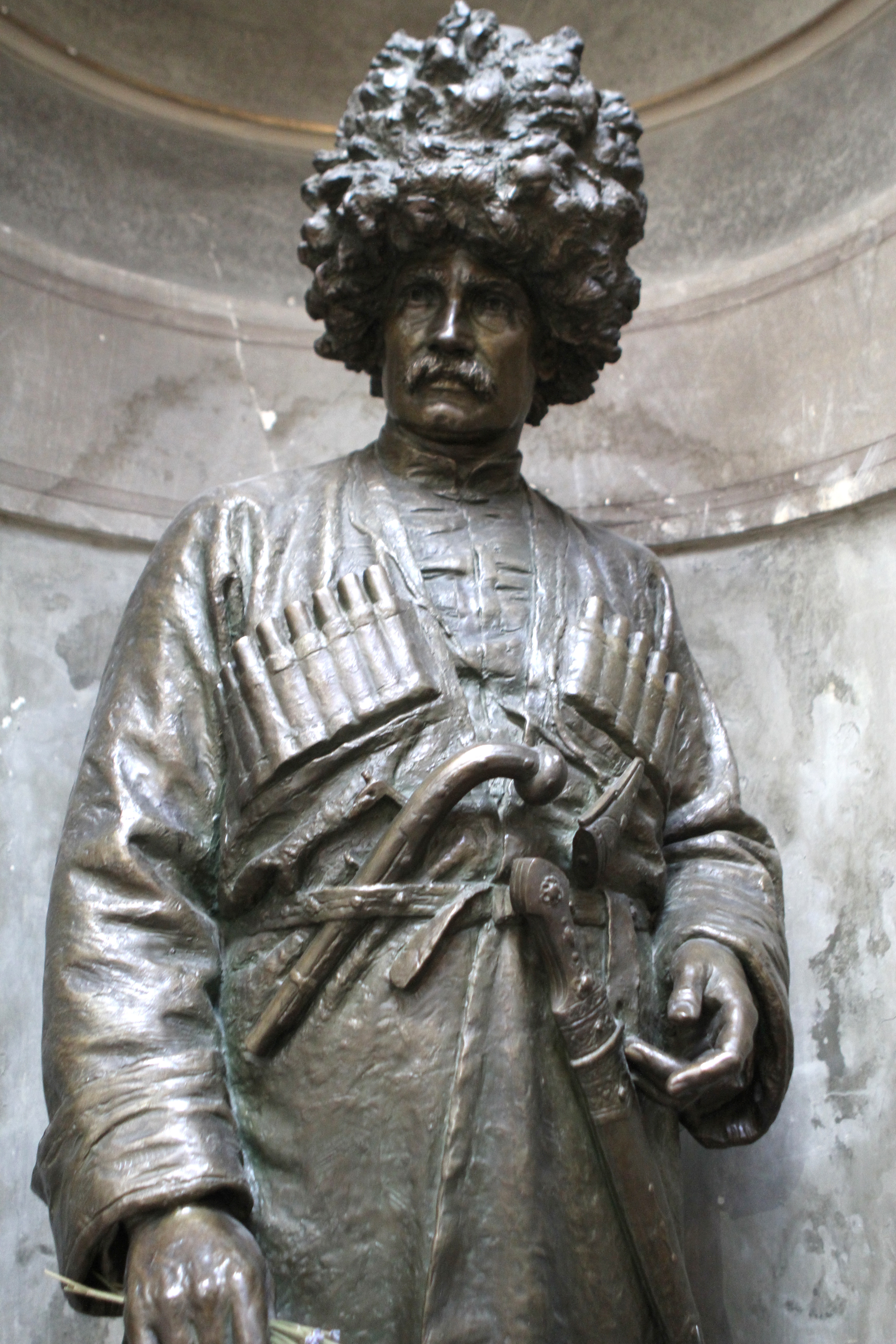
Statua di Johann Zacherl vestito da cosacco

Johann Zacherl iniziò ad importare polvere di piretro da Tiflis (Caucaso) nel 1842. Nel 1870 fondò a Unterdöbling un'azienda per la produzione di polvere anti-falena denominata Tintura mortale per insetti di Zacherl, ovvero Zacherlin. Nel 1873, i quattro dipendenti della fabbrica produssero già 600 tonnellate di Zacherlin all'anno, che veniva venduta nei negozi di Zacherl situati a Vienna, Parigi, Costantinopoli, Amsterdam, Londra, New York e Filadelfia.
Nel 1880, Johann Zacherl lasciò la conduzione della società al figlio John Evangelist.

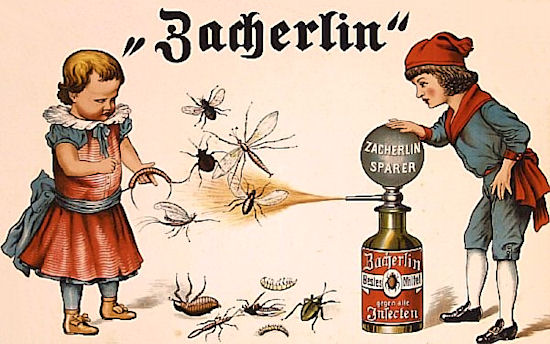
Un'antica pubblicità del 1907 dell'insetticida Zacherlin

La fabbrica di insetticidi di Unterdöbling venne ricostruita tra il 1888 e il 1892. La facciata dell'ala amministrativa dell'edificio, progettata dall'architetto Karl Mayreder, è un raro esempio di architettura industriale europea ispirata all'ispirata all'Orientalismo.
Johann Evangelist Zacherl ampliò le attività aziendali dalla sola produzione di insetticidi alla pulitura, riparazione e deposito di pellicce e tappeti. Tra il 1903 e il 1905 commissionò all'architetto sloveno Jože Plečnik la cosiddetta Zacherlhaus presso Wildpretmarkt.
Dopo la prima guerra mondiale, le vendite di insetticidi crollarono a causa delle alte tasse doganali e dallo sviluppo delle industrie chimiche. Dopo la morte di Johann Evangelist Zacherl nel 1936, il figlio Gregor Zacherl prese il controllo della fabbrica, che dal 1933 produceva anche attacchi per sci. Nel 1949 Gregor Zacherl dovette restituire la licenza commerciale e nel 1954 morì, cosicché il nome Zacherl venne cancellato dal registro delle imprese nel 1958.

## Architettura
L'edificio è stato realizzato in stile esotico orientaleggiante, per rafforzare l'idea che l'insetticida era prodotto con sostanze (piretro) provenienti dall'Oriente. La facciata della fabbrica è rivestita da ceramiche policrome ed è caratterizzata da finestre con archi a punta, due minareti, una grande cupola.
Le piastrelle di ceramica utilizzati nella facciata e sul tetto della Zacherlfabrik furono realizzate dall'azienda Wienerberger AG.
All'interno vi è un ampio salone all'ingresso che consente l'accesso al complesso di edifici a tre piani e al grande giardino interno con grandi alberi. Fatta eccezione per una piccola area, i soffitti sono stati rimossi, ma è stata conservata la struttura portante costituita da colonne in ghisa e travi in acciaio. Il grande spazio interno, dotato di un'acustica eccezionale, è stato suddiviso per consentire le esposizioni artistiche.

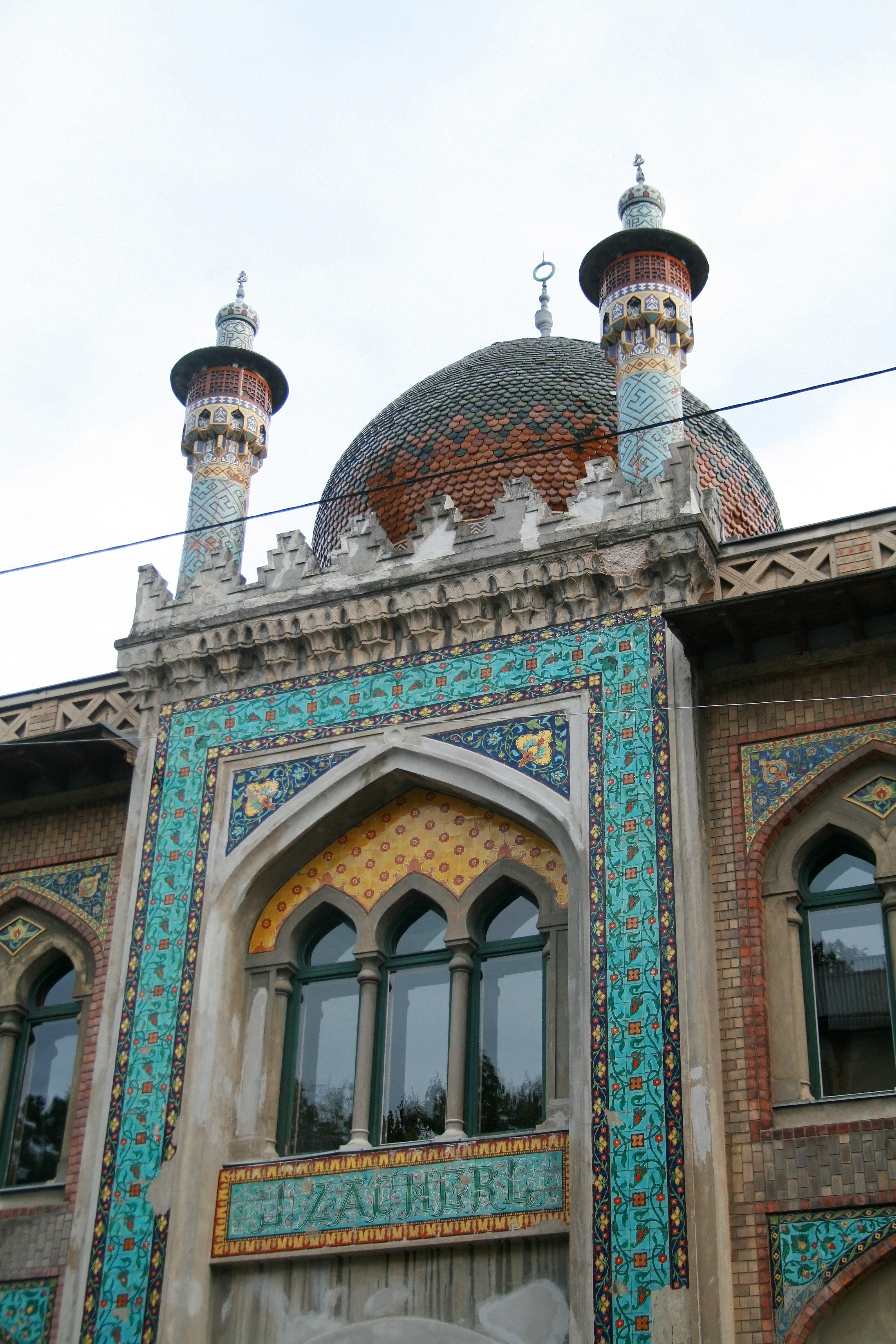
Particolare della facciata
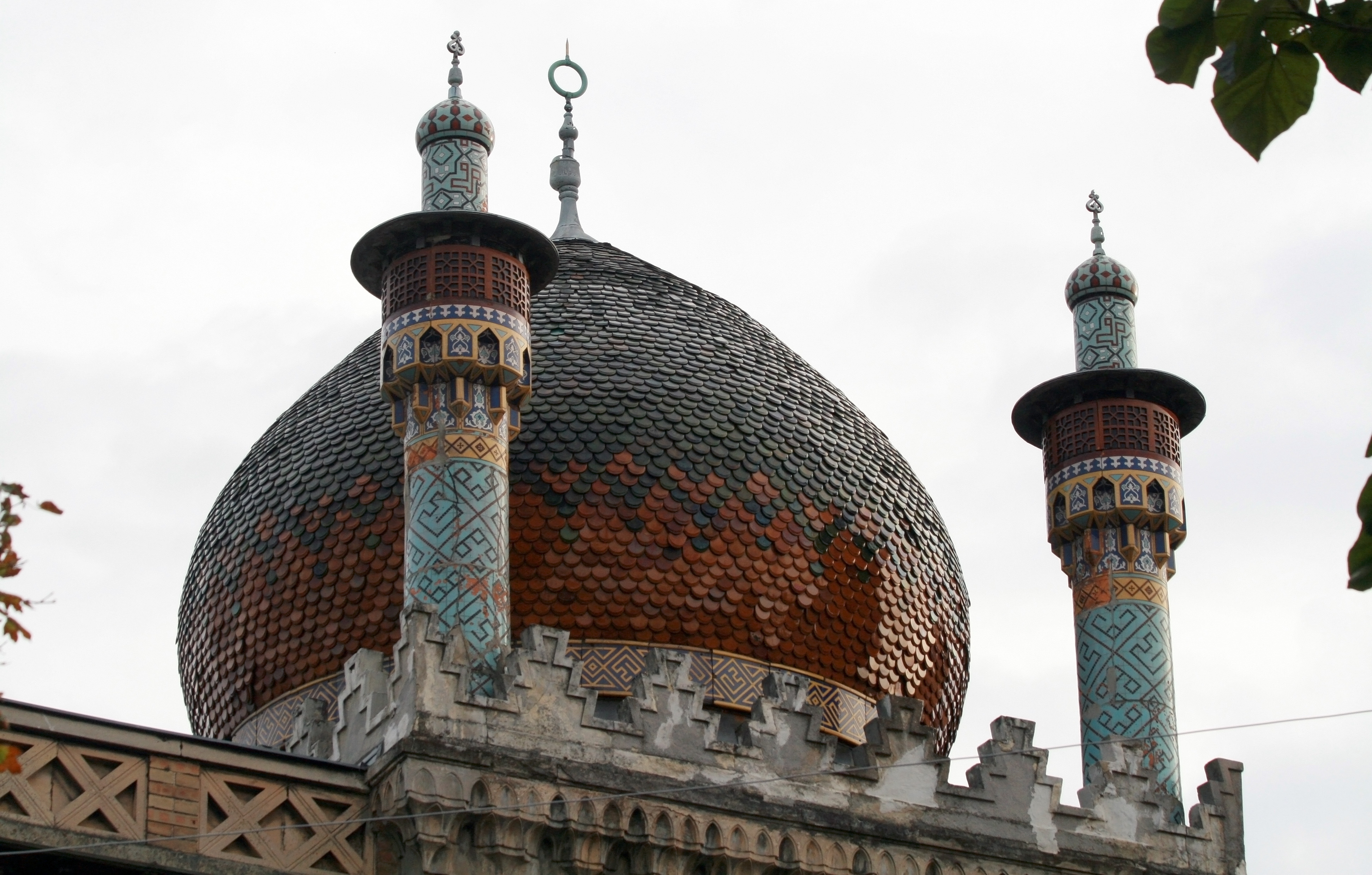
Cupola e minareti
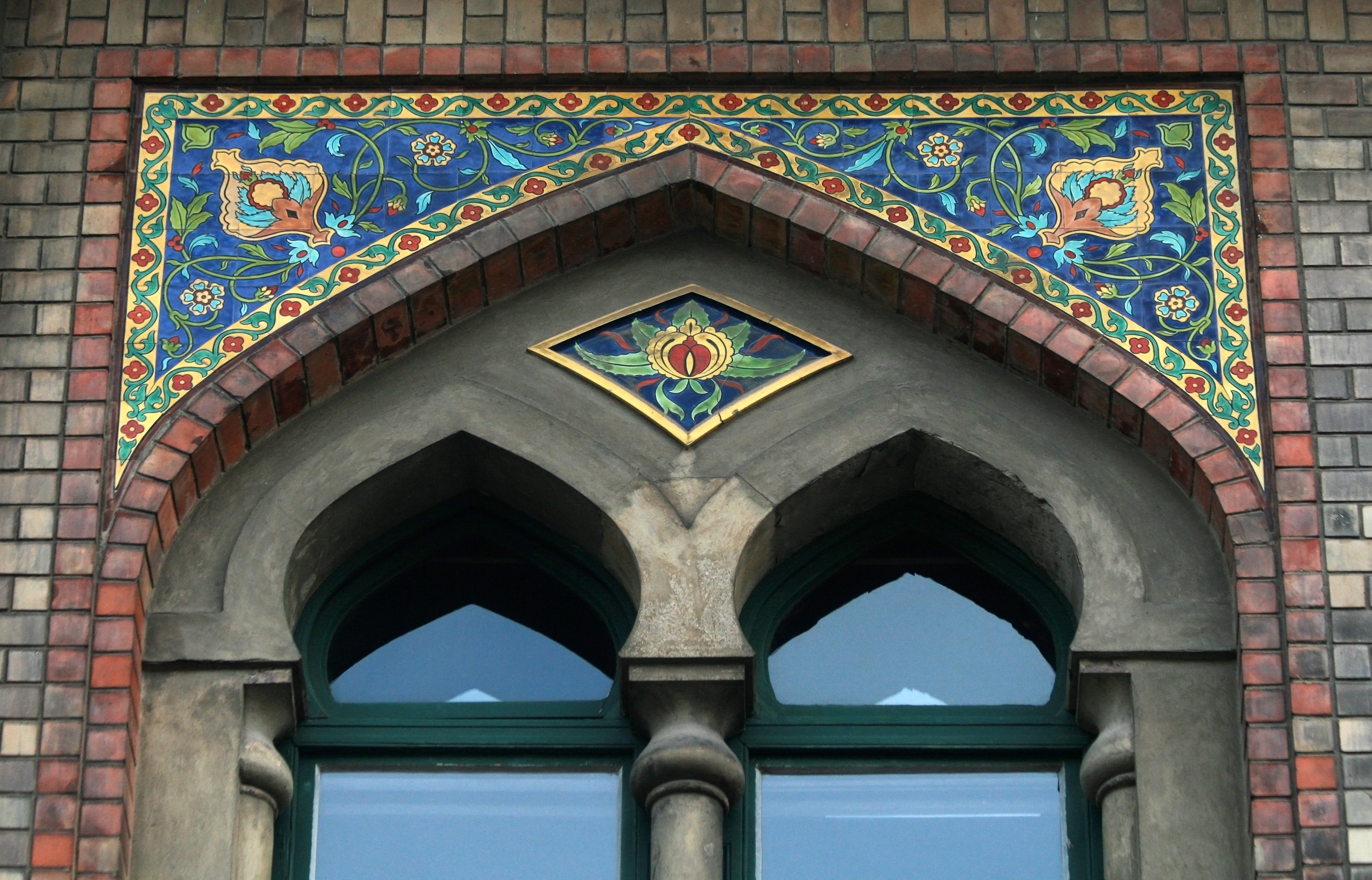
Finestra a doppio arco
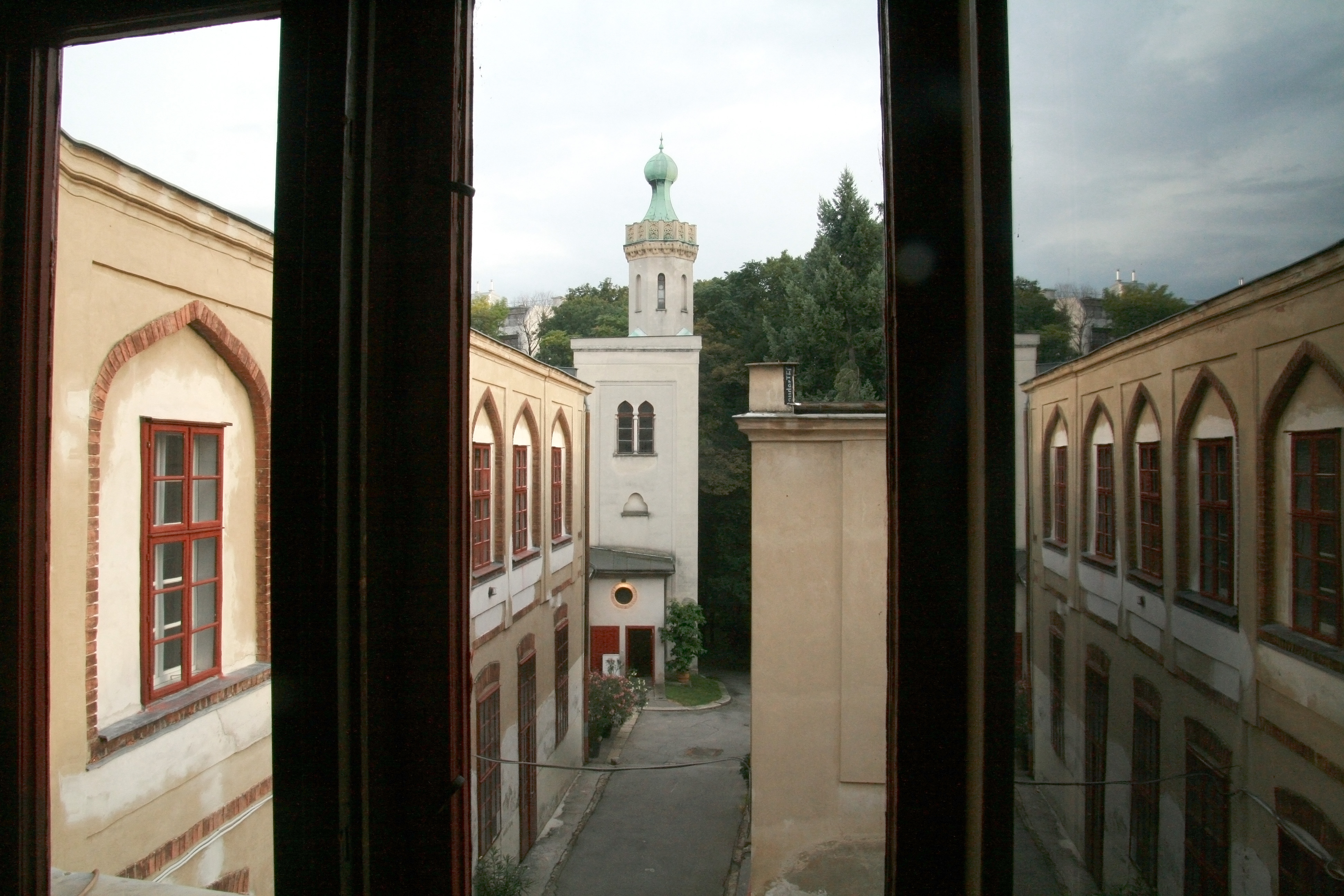
Cortile interno
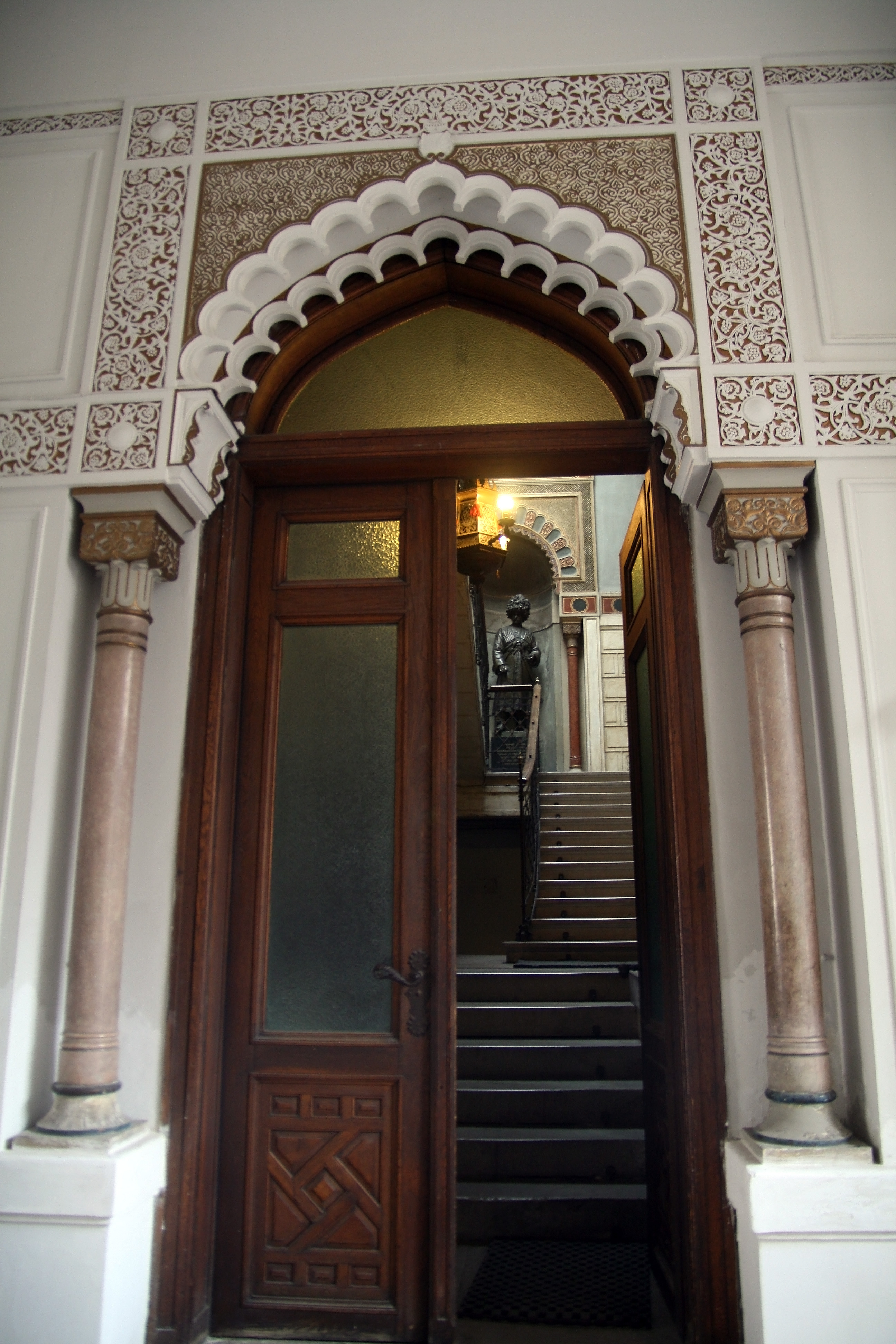
Porta interna
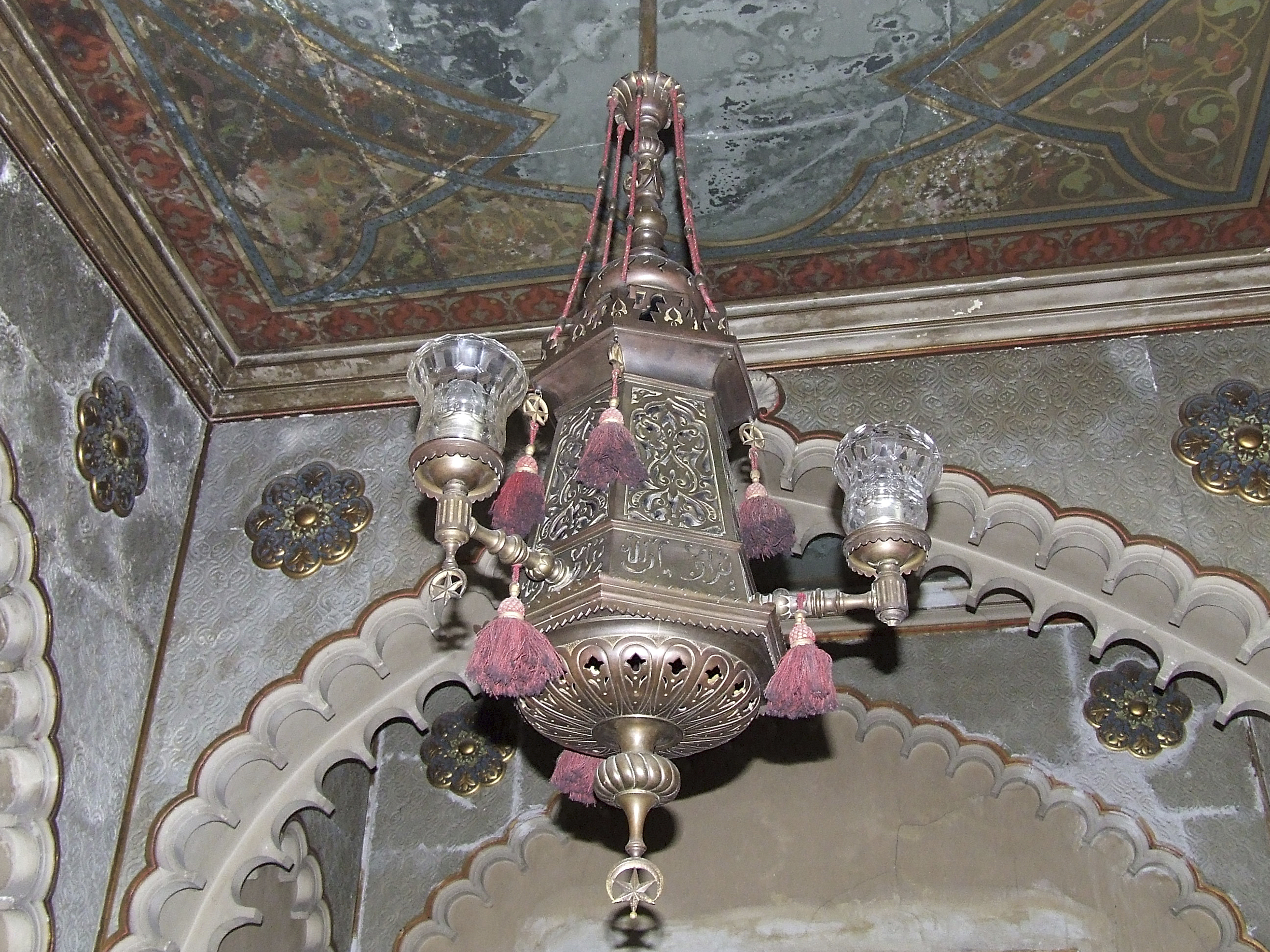
Lampadario
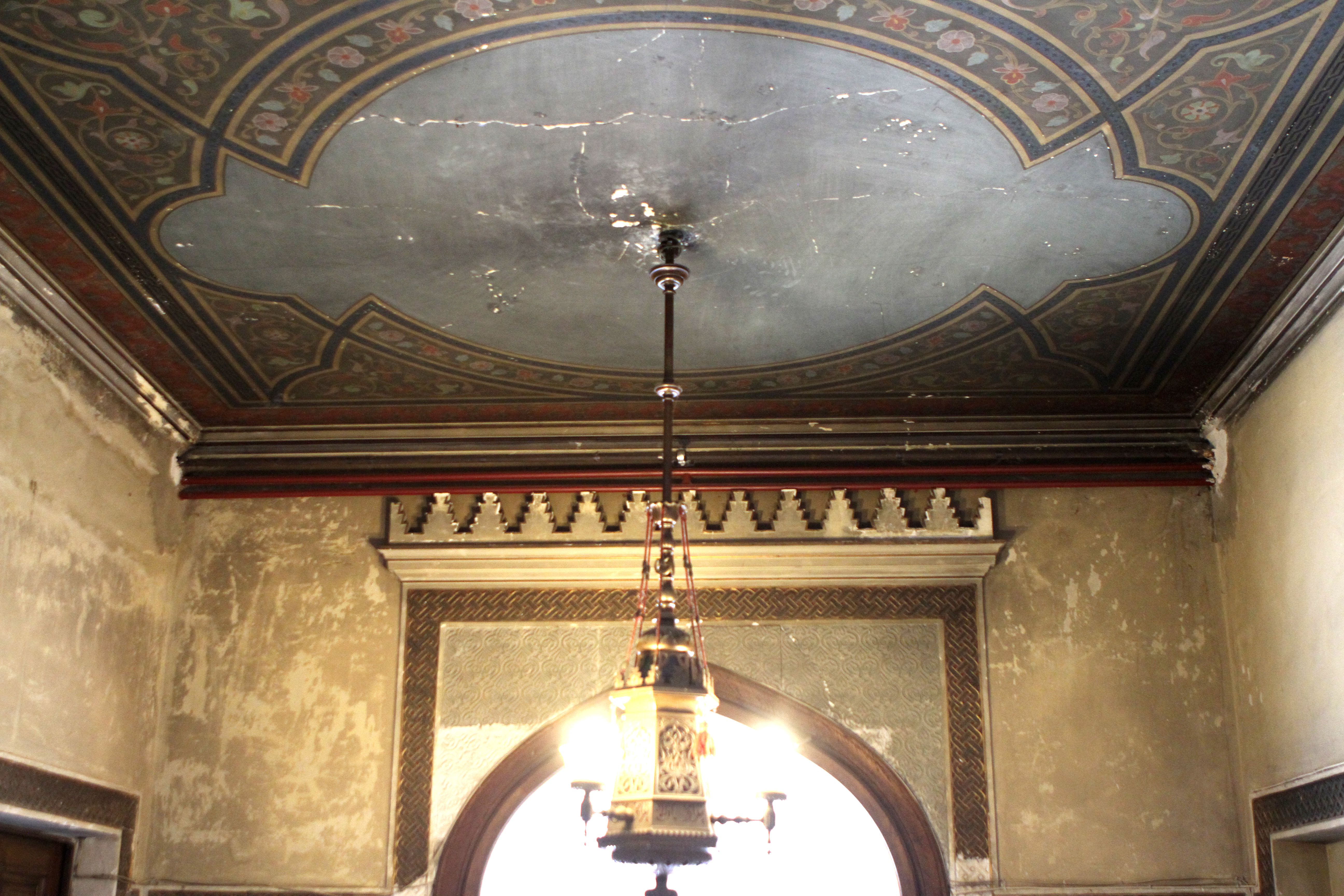
Soffitto

## Restauro

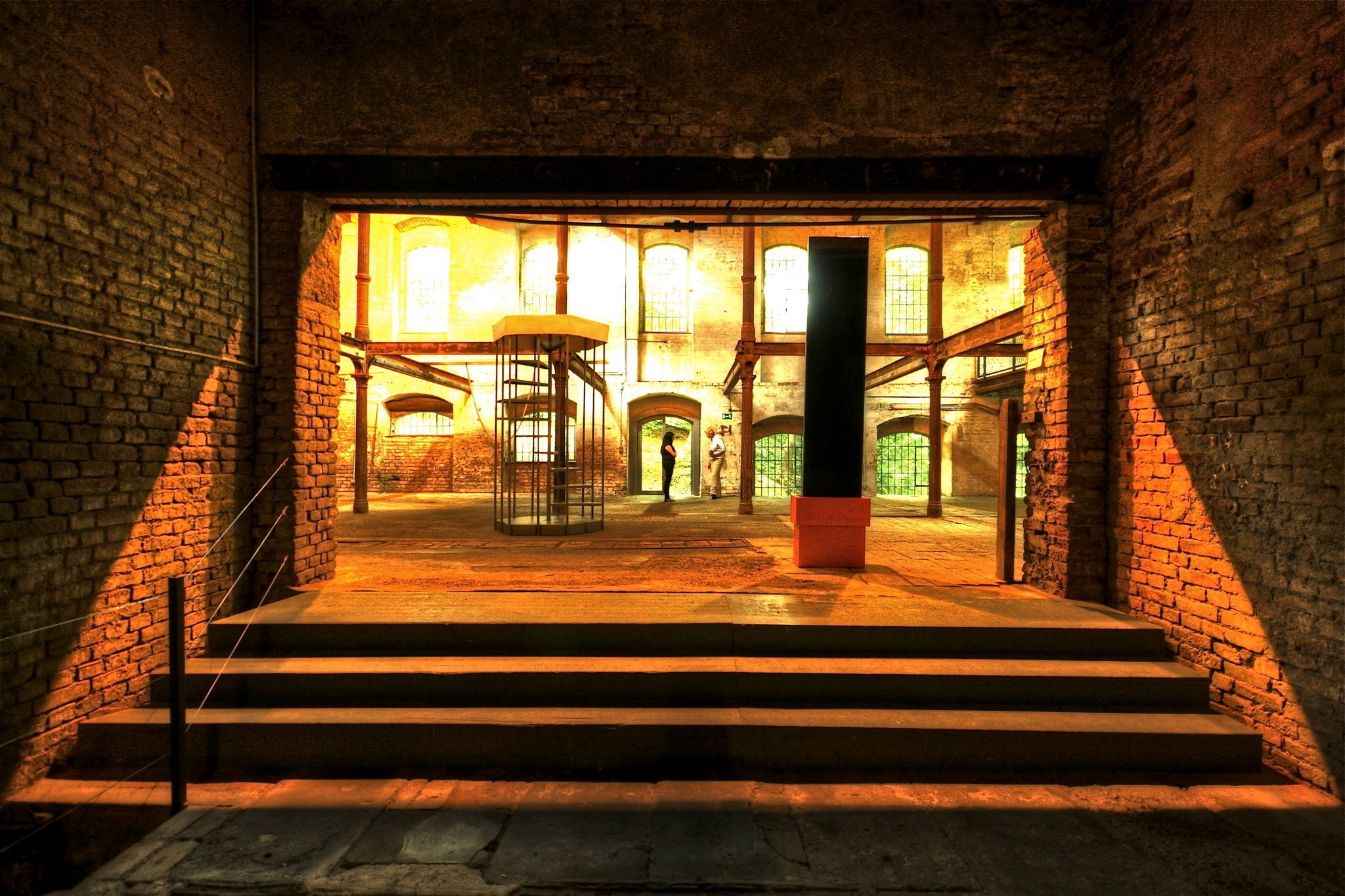
Esposizione artistica alla Zacherlfabrik

L'edificio e il suo giardino rimasero vuoti ed abbandonati per decenni, fino al 2006 quando Veronika e Peter Zacherl, in collaborazione con la fondazione artistica dei Gesuiti, riaprirono la vecchia fabbrica per progetti artistici. Da allora sono stati organizzati esposizioni ed eventi musicali ogni estate, fino al 2013.